# Sensental
Das Sensental bei der Landstadt Deidesheim ist das Tal des Moosbachs. Es ist Teil des Mittelgebirgszugs der Haardt, die den Ostrand des Pfälzerwalds zur Rheinebene bildet.

## Geographie
Das östliche Ende des Tals liegt etwa 800 Meter Luftlinie nordwestlich von Deidesheim. Hier ist der Haardtrand, der Übergang des Pfälzerwalds zur Oberrheinischen Tiefebene. Nördlich des Sensentals liegt der Kirchberg, südlich davon der Waldberg. Das westliche Ende bildet das Massiv des Eckkopfs.
Am Eingang des Tals im Osten ist der Wanderparkplatz „Am Michelsbrunnen“. Von hier führt ein Rundweg ein wenig oberhalb der Talsohle um das Tal herum. Am nördlichen Wegstück befindet sich etwa in der Mitte des Tals ein vom Männergesangsverein Niederkirchen im Jahr 1968 errichtetes Vereinsheim mit einem Spielplatz. Unmittelbar daneben ist ein Waldklassenzimmer, das für Unterricht im Freien genutzt werden kann. Hier war früher das Naturdenkmal „Drei Eichen“.
Am oberen Ende des Tals steht eine Ruhebank; etwas unterhalb ist die Quelle des Moosbachs, hier tritt meist noch etwas Wasser aus dem Boden, der Bach selber ist jedoch die meiste Zeit des Jahres trocken gefallen. Auf der Südseite des Moosbachs führt der Weg wieder zurück zum Eingang des Tals. Hier – ein paar Meter westlich des Wanderparkplatzes „Am Michelsbrunnen“, am Fuß des Waldbergs – ist ein weiterer Wanderparkplatz. Einige Meter südöstlich von dort befindet sich der als Natur- und Kulturdenkmal eingestufte „Hinkelstein“.
Das nord- und südöstliche Areal des Tals ist Teil des Naturschutzgebiets Haardtrand – Am Bechsteinkopf. Durch das Sensental verlaufen die Wanderwege Pfälzer Weinsteig und der mit einer grünen Traube markierte Wanderweg Deutsche Weinstraße, der von Bockenheim an der Weinstraße bis nach Schweigen-Rechtenbach führt.

## Geschichte

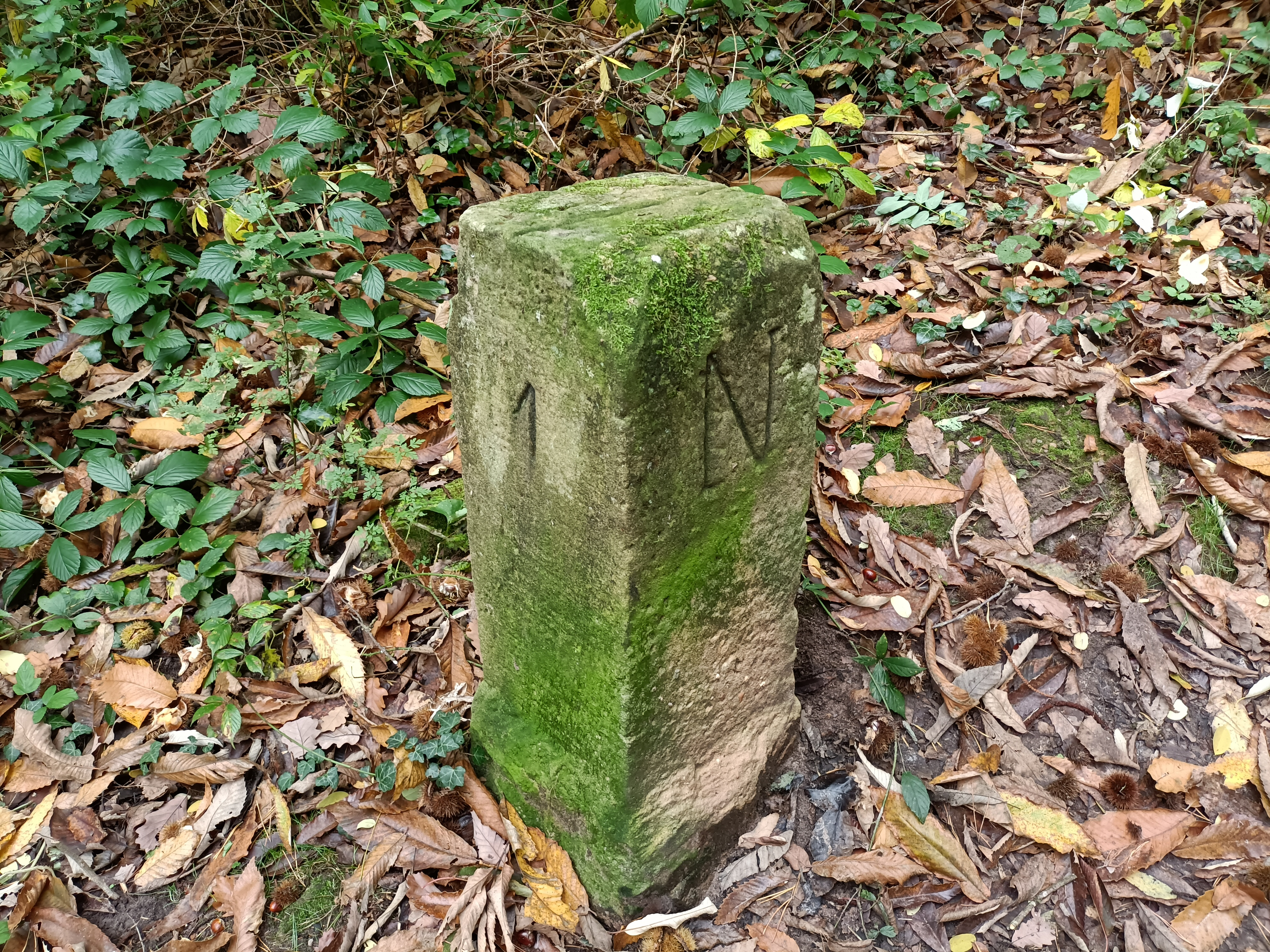
Grenzstein

Das Tal liegt zur Gänze auf der Gemarkung der Stadt Deidesheim, jedoch ist auch die Nachbargemeinde Niederkirchen Besitzer eines Teils davon: Bei der Teilung des Deidesheimer Stadtwalds im Jahr 1873 wurde Niederkirchen, das mit Deidesheim früher eine politische Gemeinde bildete, ein Drittel des Deidesheimer Waldes zugesprochen, auch ein Teil des Sensentals gehört dazu. Grenzsteine markieren den Waldbesitz.
Eine am Eingang des Tals gelegene Quelle des Moosbachs, genannt „Michelsbrunnen“, speiste ab 1851 die erste Wasserleitung Deidesheims, die am Andreasbrunnen auf dem Marktplatz der Stadt endete. Diese Wasserleitung ließ die Familie des Deidesheimer Bürgermeisters Ludwig Andreas Jordan bauen; sie ging später an die Stadt Deidesheim über, das Grundstück mit der Quelle wurde an die Stadt verkauft.